# León Grinberg
Leon Grinberg (Buenos Aires, 1921-Barcelona, 2007) fue uno de los psicoanalistas más famosos de la escuela argentina junto a José Bleger, Heinrich Racker y Ricardo Horacio Etchegoyen.

## Biografía
Después de estudiar medicina, se volvió hacia el psicoanálisis y condujo su análisis con Arnaldo Rascovsky hasta su emigración a Estados Unidos, cuando lo continuó con Marie Langer. Se interesó particularmente por la transferencia y la contratransferencia y desarrolló la noción de contraidentificación proyectiva. Su trabajo en equipo sobre la obra de Wilfred Bion es uno de los más accesibles y más claros sobre nociones complejas, no siempre fáciles a abordar. Inspiró a numerosos analistas kleinianos y era muy conocido en Francia, particularmente por su participación en numerosos congresos europeos, sobre todo desde su "exilio" en España, comenzado en 1956, tras instalarse un régimen militar en el país.

## Obra
- León Grinberg & Sor, D. & Tabak de Bianchedi, E. Introducción a las ideas de Bion. Nueva Visión, 1972. ISBN 84-7509-022-2
- —, Rebeca Grinberg. Identidad y Cambio. Ediciones Paidos Ibérica, 1998. ISBN 84-7509-022-2
- —. La supervisión psicoanalítica. Ediciones Tecnipublicaciones, 1990. ISBN 84-86104-07-6
- —, Rebeca Grinberg. Psicoanalisis de La Migración y del Exilio. Alianza, 1998, ISBN 84-206-0060-1
- —. Culpa y depresión. Estudio Psicoanalítico. Alianza Editorial, 2007. ISBN 84-206-8069-9

- Datos: Q3229635